# Lions (Super Rugby)
Lions profesjonalny zespół ligi Super Rugby z siedzibą w Johannesburgu na stadionie Ellis Park. Klub występował przez 2 pierwsze sezony w Super 12 jako Transvaal/Gauteng Lions po czym został zastąpiony franczyzą The Cats korzystającą z zawodników z innych regionów (Lions było wówczas samodzielnym klubem który wywalczył awans na podstawie miejsca zajętego w mistrzostwach Południowej Afryki). Cats zostało znowu zastąpione przez Lions w sezonie 2006. W roku 2016 klub doszedł do finału rozgrywek Super Rugby.